# Cordillacris occipitalis
Cordillacris occipitalis är en insektsart som först beskrevs av Thomas, C. 1873.  Cordillacris occipitalis ingår i släktet Cordillacris och familjen gräshoppor. Inga underarter finns listade i Catalogue of Life.